# Le Porteur d'eau de Séville
Le Porteur d'eau de Séville est l'une des principales œuvres de jeunesse de Diego Vélasquez, peinte durant ses dernières années à Séville. C'est une huile sur toile conservée au musée de Wellington, dans le palais londonien de Apsley House. Elle a été offerte par Ferdinand VII d'Espagne au général Arthur Wellesley en reconnaissance de l'aide britannique à la libération de l'Espagne de l'empire napoléonien.

## Histoire
C'est une scène de genre que Vélasquez  développait pendant ses années de formation à Séville pour obtenir la maîtrise complète de l'imitation de la nature Carl , telle que la défendait son beau-père Francisco Pacheco dans El arte de la pintura. Des peintures de jeunesse de Vélasquez, c'est celle qui rassemble la plus grande documentation, témoignages, et livres. Elle a été extensivement décrite par Antonio Palomino bien que de mémoire et avec des erreurs. Il la prend comme exemple des scènes de genre de la première période du peintre : 

« Il [Vélasquez] se mit à peindre avec un caprice singulier, un génie notable, des animaux, des oiseaux, des poissons, et des natures mortes avec une parfaite imitation de la nature, avec de beaux paysages et des personnages ; des différentes nourritures et boissons ; des fruits et des haillons pauvres et humbles, avec un tel courage, un tel dessin et une telle couleur, qu'ils semblaient naturels, élevant ce genre, sans laisser de place à d'autres, avec lequel il obtint une grande réputation et une digne estime de ses œuvres, desquelles nous ne pouvons pas passer sous silence le Porteur d'Eau ; c'est un vieux fort et mal vêtu avec une mauvaise blouse déchirée qui lui laisse la poitrine et le ventre découverts avec des croûtes et des cors : avec lui il y a un enfant à qui il donne à boire. Et elle a été si célébrée qu'elle a été conservée jusqu'aujourd'hui au Palais du Buen Retiro »

Sa datation oscille d'après les spécialistes entre 1618 et 1622, mais est dans tous les cas postérieure à Vieille faisant frire des œufs, autre œuvre importante de cette période, mais de technique moins experte. D'après Jonathan Brown, elle pourrait même avoir été peinte à Madrid en 1623
La toile fut vendue ou offerte à Juan de Fonseca, religieux et maître d'école sévillan appelé à la cour par le comte-duc d'Olivares au service de Philippe IV d'Espagne. Fonseca, par ordre d'Olivares, fut celui qui appela Vélasquez à Madrid, et son premier protecteur à la cour. Le portrait fut peint peu avant l'arrivée de Vélasquez à la capitale, et, selon Pacheco, fut le premier de sa main que vit le roi et qui lui ouvrit les portes du palais. Le 28 janvier 1627  Vélasquez se chargea en personne d'un inventaire des biens laissés par Fonseca à sa mort, et en donna une courte description « une toile d'un porteur d'eau de la main de Diego Vélasquez ». Il évalua la toile à 400 réales.
Un « porteur d'eau » fut acquis dans la liste des biens de Fonseca par Gaspar de Bracamonte, valet de l'infant don Carlos, et adjugé pour 330 réales pour rembourser des dettes ; le tableau appartint ensuite au cardinal-infant don Ferdinand avant de passer au Palais du Buen Retiro où un inventaire de 1700 s'aventure pour la première fois à le qualifier de «corzo de Séville » pour nommer le porteur d'eau : « 496 Une autre d'une Aune de haut et de trois quarts de large Avec Un portrait d'Un Porteur d'eau de Vélasquez, ledit Porteur d'eau Le Corzo de Séville ». Plus tard la toile fut incorporée au Palais royal de Madrid où Antonio Ponz la vit, puis fut gravée à l'eau-forte par Goya.  Elle fut offerte par Ferdinand VII d'Espagne au général Arthur Wellesley en reconnaissance de son aide pour la libération de l'Espagne de l'l'empire napoléonien et est conservée dans la Apsley House.

## Description
Les protagonistes du tableau sont un vieux porteur d'eau vêtu d'une capote sous laquelle on perçoit une chemise blanche et propre, et un enfant qui reçoit de l'eau dans un verre fin . L'enfant, vêtu de noir et avec un grand col blanc, incline la tête dans un geste semblable à celui du jeune homme de la vieille faisant frire des œufs et reçoit le verre avec un geste grave sans que les regards se croisent. Entre eux, presque invisible dans le fond de couleur terre on perçoit un autre homme d'âge intermédiaire qui boit dans une carafe de céramique. Le bras gauche du vieillard se projette  à l'avant hors du cadre. Il appuie sa main sur une grande jarre de terre sur laquelle on distingue les marques du tour. La partie inférieure est coupée et semble sans appui à l'intérieur de la toile. À sa surface suintent des gouttelettes d'eau. Devant lui, sur une table ou un banc, une autre cruche plus petite en céramique est couverte par une tasse blanche.
Vélasquez insiste sur le dessin, la lumière dirigée fait ressortir un modelé fort et les aspects tactiles des objets avec une plus grande méticulosité que dans ses œuvres précédentes, mais en plus il insiste sur la tangibilité aux abords du cadre pour priver le spectateur d'assise de premier plan et profiter d'un espace hors de la toile, vers le spectateur, marqué par le bras et la main du vieillard. 
Le porteur d'eau est, au-delà de son naturel apparent, le résultat d'une méticuleuse étude du dessin et des possibilités de la peinture pour recréer la nature en ne se basant que sur les effets picturaux. Vélasquez porte le même intérêt à la représentation de la diversité humaine qu'à l'analyse des objets. La première est rendue par le mélange des âges, des expressions et des émotions. La seconde est perceptible dans le rendu des qualités tactiles des objets et dans l'analyse presque scientifique du peintre des effets sur la vision d'une lumière contrôlée. Celle-ci joue un rôle essentiel par ses multiples réflexions sur les différents objets.
Pacheco affirmait que Vélasquez dans ses années de formation dessinait fréquemment un villageois dans différentes postures et représentait ses émotions « sans s'éviter aucune difficulté ». Cette citation peut être appliquée aux natures mortes de ses premières années, dans lesquelles le peintre semble vouloir donner une réponse aux difficultés auxquelles il s'est confronté, montrant le degré de maîtrise et de perfection technique atteint en tous moments.
Vélasquez répond avec des solutions exclusivement picturales – la gouttelette d'eau qui suinte – comme les raccourcis  ou la représentation du volume au moyen de la lumière – le relief – et indépendamment de leurs sens, des problèmes optiques ou psychologiques qui alimentaient les débats théoriques italiens, désireux de copier les œuvres des artistes classiques qui, selon Pline l'Ancien, avaient atteint une grande maîtrise de la représentation de la nature dans les bas-reliefs.

## Thème et interprétation

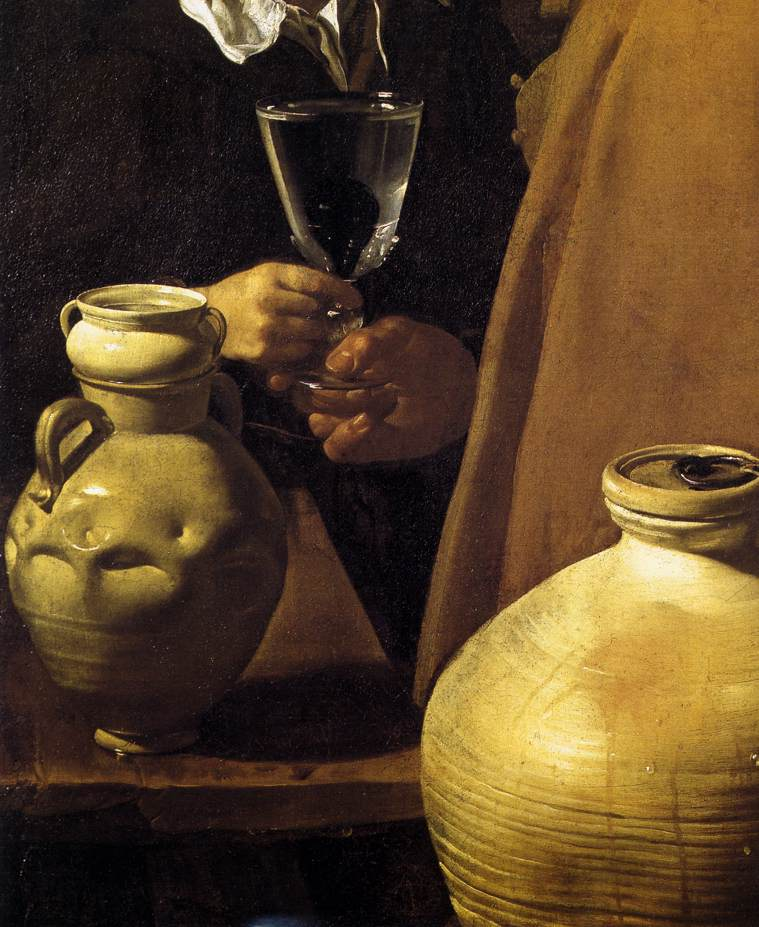
Le porteur d'eau de Séville, détail.

D'après la description de Vélasquez en personne dans l'inventaire des biens de Juan Fonseca, le thème serait, simplement, le portrait d'un « porteur d'eau », travail commun à Séville. Estebanillo González dans Vida y hechos, raconte qu'arrivé à Séville, pour ne pas être poursuivi comme vagabond, il prit ce métier sur les conseils d'un ancien porteur d'eau « qui me parut lettré car il avait la barbe en queue de canard ». Estebanillo choisit ce travail rémunérateur, dans une ville chaude et peuplée. C'était un office « nécessaire à la république » qui ne demandait pas d'examen ou de permis pour s'établir, il suffisait d'avoir « une jarre et deux bouteilles de verre ». Payé à la tâche, il remplissait sa jarre d'eau fraîche dans le puits d'un portugais et la vendait comme eau de l'Alameda, en la couvrant d'une branche pour prouver son origine. Il obtenait deux réales l'eau durant les matinées, à quoi il ajoutait les ventes de faux jambons de Bologne et de cure-dents de Moscou.
José López-Rey défend la possibilité qu'il s'agisse d'un vrai porteur d'eau, tel que le décrit l'inventaire de 1700. C'était à ce personnage populaire de Séville et non à la toile de Vélasquez, à quoi Palomino devait penser lorsqu'il décrivit le personnage avec sa cape ouverte ses croûtes et ses cals. La critique, généralement, ne prend pas en compte une telle possibilité à cause de l'apparition tardive du nom de Corzo dans les inventaires. Au contraire, elle observe dans les gestes et les attitudes des personnages une composition « de nature presque sacrée » et a préféré chercher des messages occultes d'interprétations peu fiables.
Dans ce sens, Leo Steinberg puis Julian Gallego ont expliqué que le porteur d'eau était une représentation des trois âges, dans « une sorte de cérémonie initiatique » dans laquelle la Vieillesse tend la coupe de la connaissance à l'enfant d'aspect noble.  Gállego nota en 1990 que ce rite d'initiation pouvait faire également référence à l'amour, en trouvant un symbole sexuel dans la figue dessinée dans le verre que boit l'adolescent et destinée à parfumer l'eau selon certains commentaires.Fernando Marías a également interprété la toile comme une représentation des trois âges, la Vieillesse – prise dans sa méditation – l'homme actuel, et le jeune homme au regard interrogatif. De plus ces trois figures de formes énigmatiques rejoignent conceptuellement les trois objets que porte le protagoniste : la grande jarre, la carafe et le verre .
Récemment  Manuela Mena a proposé d'identifier le thème avec une représentation du philosophe Diogène de Sinope  dans sa fonction de pédagogue, interprété dans une cérémonie initiatique en relation avec un autre thème historique concret : l'éducation des fils de Xéniade et qui aurait été destinée à un maître d'école néo-stoïcien tel que Juan de Fonseca qui la possédait avec un portrait de Justo Lipsio.
Cependant, le verre de verre fin que le porteur d'eau tend au jeune homme semble en contradiction avec la plus célèbre anecdote du philosophe de l'école cynique, illustrée entre autres par Nicolas Poussin (Diogènes jetant son écuelle, Musée du Louvre), et selon laquelle le philosophe voyant boire un enfant avec ses mains, jette son écuelle et s'écrie « un enfant me dépasse en simplicité et en économie »
Le nom du premier propriétaire, bien qu'il ne soit pas possible de savoir s'il avait passé commande, fait penser que le cadre pourrait cacher un jeu de mots. Si on considère Fonseca (en catalan : source sèche) comme le premier protecteur de Vélasquez ou comme son maître d'école, la transmission de la connaissance représentée par l'offre l'eau, indiquerait que la « font » (la source) ne serait pas « seca » (sèche). Pour Fernando Marías, ce jeu de mots « ludique et conceptuel » s'étendrait également au second nom, la figue dans le verre serait une allusion à Figueroa (En espagnol: Vendeur de figue)

## Répliques et copies anciennes

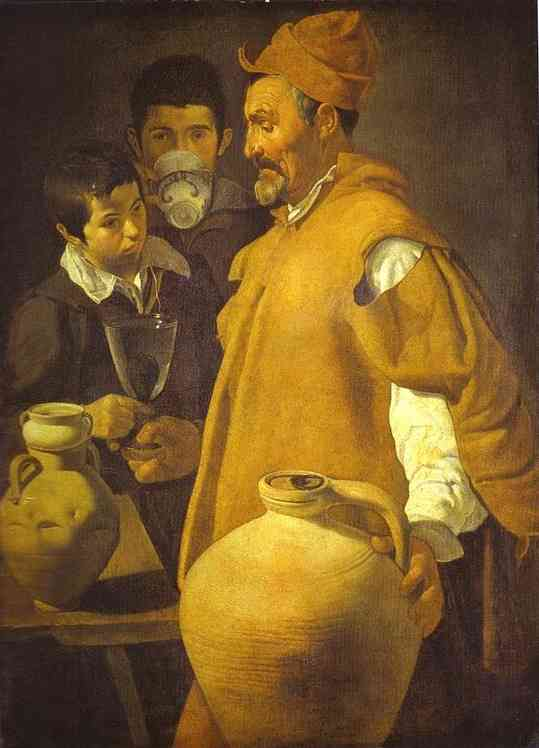
Le porteur d'eau de Séville, copie, Florence, Galerie des Offices.

On connaît deux copies du « porteur d'eau » ; la plus importante d'entre elles est dans l'ancienne collection Contini-Bonacossi de Florence (Galerie des Offices). José Gudiol pense que ce pourrait être la première version – qui  diffère non seulement dans son exécution, mais qui est  également beaucoup plus sèche, incapable de rendre les suintements – mais également dans des détails comme le bonnet sur la tête du porteur d'eau, ou le bol que boit l'homme du fond surgissant de la pénombre dans laquelle Vélasquez aurait laissé des altérations qui, d'après Gudiol, ne peuvent pas être le fait d'un copiste. Ce serait donc une exécution antérieure. Les radiographies qui ont été faites de la toile de Vélasquez ont cependant montré des repentis sur la position et le dessin des mains du porteur d'eau qui ne sont pas sur la version de Florence.